# HD 93502
HD 93502，又名CP-59 2671，SAO 251113、HR 4217，是一颗恒星，视星等为6.25，位于銀經288.16，銀緯-1.37，其B1900.0坐标为赤經10h 42m 26.3s，赤緯-60° -1.37′ 35″。